# Wuxi Tridents
Gli Wuxi Tridents sono una squadra di football americano di Wuxi, in Cina, fondata nel 2013.

## Dettaglio stagioni

### Tornei nazionali

#### Campionato

##### AFLC
| Stagione | regular season | regular season | regular season | regular season | regular season | regular season | playoff | playoff | playoff | playoff | playoff | playoff   | playoff    |
|          | Vin            | Par            | Per            | Tot            | PF             | PS             | Vin     | Per     | Tot     | PF      | PS      | risultato | avversaria |
| -------- | -------------- | -------------- | -------------- | -------------- | -------------- | -------------- | ------- | ------- | ------- | ------- | ------- | --------- | ---------- |
| 2014     | 2              | 0              | 3              | 5              | 26             | 167            | -       | -       | -       | -       | -       | -         | -          |
| Totale   | 2              | 0              | 3              | 5              | 26             | 167            | -       | -       | -       | -       | -       |           |            |

Fonti: Enciclopedia del Football - A cura di Roberto Mezzetti

##### CBL
| Stagione | regular season | regular season | regular season | regular season | regular season | regular season | playoff | playoff | playoff | playoff | playoff | playoff   | playoff    |
|          | Vin            | Par            | Per            | Tot            | PF             | PS             | Vin     | Per     | Tot     | PF      | PS      | risultato | avversaria |
| -------- | -------------- | -------------- | -------------- | -------------- | -------------- | -------------- | ------- | ------- | ------- | ------- | ------- | --------- | ---------- |
| 2015     | 0              | 0              | 1              | 1              | 20             | 29             | -       | -       | -       | -       | -       | -         | -          |
| 2017     | 1              | 0              | 1              | 2              | 26             | 48             | -       | -       | -       | -       | -       | -         | -          |
| 2018     | 0              | 0              | 2              | 2              | 34             | 63             | -       | -       | -       | -       | -       | -         | -          |
| 2019     | 0              | 0              | 1              | 1              | 0              | 27             | -       | -       | -       | -       | -       | -         | -          |
| Totale   | 1              | 0              | 5              | 6              | 80             | 167            | -       | -       | -       | -       | -       |           |            |

Fonti: Enciclopedia del Football - A cura di Roberto Mezzetti